# 德拉格 (北弗里斯兰县)
德拉格是德国石勒苏益格－荷尔斯泰因州的一个市镇。总面积16.33平方公里，总人口581人，其中男性247人，女性334人（2011年12月31日），人口密度36人/平方公里。